# Parinari argenteosericea
Parinari argenteosericea är en tvåhjärtbladig växtart som beskrevs av André Joseph Guillaume Henri Kostermans. Parinari argenteosericea ingår i släktet Parinari och familjen Chrysobalanaceae. Inga underarter finns listade i Catalogue of Life.